# Opelousas
Opelousas település az Amerikai Egyesült Államok Louisiana államában, [[| megyében]]. 

## Népesség
A település népességének változása: